# Борщівник морквяницелистий
Борщівник морквяницелистий, борщівник лігустиколистий (Heracleum ligusticifolium) — вид рослин з родини окружкових (Apiaceae), ендемік Криму.

## Опис
Дворічна або багаторічна рослина 40–90 см заввишки. Листки перисторозсічені, з 2–3 пар майже округлих сегментів. Зонтики з 1–15 променів, м'яко і довго запушених. Плоди запушені, еліпсоподібні або довгасті, 9–10 мм завдовжки. Квітки білі, крайові збільшені, 5–6 мм завдовжки, дволопатеві, пиляки оливкові.
Цвіте і плодоносить в червні–серпні.

## Поширення
Ендемік Криму.
В Україні вид зростає на кам'янистих схилах — у гірському Криму (крім передгір'їв), досить рідко. Ендемік Криму.

## Загрози й охорона
Загрозами є: зміни клімату, посухи в період цвітіння та плодоношення, відсутність ніші регенерації.
Занесений до Червоної книги Україні в статусі «Рідкісний». Охороняється у Ялтинському гірсько-лісовому і Кримському ПЗ.